# エレン・ウィリス
エレン・ウィリス（Ellen Willis, 1941年12月14日 - 2006年11月9日）は、アメリカ合衆国のジャーナリスト、エッセイスト、音楽批評家。フェミニストとしての立場から様々な活動に関わった。全米批評家協会賞批評部門を受賞。

## 来歴
ニューヨーク市マンハッタンに生まれた。ユダヤ系。父親はニューヨーク市警察の警察官だった。同市のブロンクスやクイーンズで育った。バーナード・カレッジで学び、カリフォルニア大学バークレー校の大学院で比較文学を研究した。
1967年にロック雑誌『Cheetah』を創刊。ボブ・ディランを論じた長文のエッセイ「Dylan」を寄稿。
1968年、『ザ・ニューヨーカー』の最初の音楽批評家となった。1960年代末から1970年代にかけて『ローリング・ストーン』や『ヴィレッジ・ヴォイス』のために多くの批評を書いた。ウィリスが主に取り上げたのはロック・ミュージックであり、ヴェルヴェット・アンダーグラウンドやローリング・ストーンズ、クリーデンス・クリアウォーター・リバイバル、ランディ・ニューマン、ジョニ・ミッチェル、ビートルズの『アビイ・ロード』などをリアルタイムで批評した。音楽に関するエッセイはウィリスの死後、娘のノーナ・ウィリス・アロノヴィッツが1冊にまとめ、2011年に『Out of the Vinyl Deeps: Ellen Willis on Rock Music』として出版した。なおノーナは、ウィリスと社会学者のスタンリー・アロノヴィッツとの間にできた子である。
60年代後半の先鋭的な音楽に賛辞を惜しまなかったウィリスであるが、ロック・カルチャーそのものに対しては冷静な見方をしていた。ウッドストック・フェスティバル直後の1969年9月、『ニューヨーカー』に「溺死から救われたカルチャー革命」と題する記事を寄稿。「フェスティバルのプロモーターたちを突き動かしたのは、強欲さというより野心である」と述べたあと、次のように書きあらわした。
ウィリスは初期の第二波フェミニズムの団体「New York Radical Women」のメンバーであり、1969年にシュラミス・ファイアストーンと共に、急進的フェミニズム団体である「Redstockings」を設立した。また、中絶権利擁護派として1970年代半ばに抗議団体「No More Nice Girls」を設立した。
フェミニスト・セックス戦争の中心的な論客としても知られる。「pro-sex feminism」という用語は、彼女が1981年に書いたエッセイ「Lust Horizons: Is the Women's Movement Pro-Sex?」から来ている。
ロバート・クリストガウ、ジョージア・クリストガウ、グリール・マーカス、リチャード・ゴールドスタインなど多くの同時代の批評家と親交を結んだ。ロバート・クリストガウとは一時期恋人関係にあった。
2003年のイラク侵攻に反対する一方で、アメリカ同時多発テロ以後の人道的介入を慎重に支援した。
晩年はニューヨーク大学ジャーナリズム科で教授を務めていた。2006年11月9日、肺がんのため死去。64歳没。
娘のノーナが編纂した『The Essential Ellen Willis』は2014年の全米批評家協会賞批評部門を受賞した。第二波フェミニズムに焦点を当てたドキュメンタリー映画『She's Beautiful When She's Angry』（2014年）に出演している。

## 著書
- Questions Freshmen Ask: A Guide for College Girls. New York: Dutton. (1962). LCCN 62-7824
- Beginning to See the Light: Pieces of a Decade. New York: Knopf : distributed by Random House. (1981). ISBN 0-394-51137-9
- Beginning to See the Light: Sex, Hope, and Rock-and-Roll. 2d ed.. Hanover: Wesleyan. (1992). ISBN 0-8195-6255-6
- No More Nice Girls: Countercultural Essays. Hanover, NH: Published by University Press of New England [for] Wesleyan University Press. (1992). ISBN 0-8195-5250-X
- Don't Think, Smile!: Notes on a Decade of Denial. Beacon Press. (1999). ISBN 0-8070-4320-6
- Out of the Vinyl Deeps: Ellen Willis on Rock Music. University of Minnesota Press. (2011). ISBN 978-0-8166-7283-7
- The Essential Ellen Willis. University of Minnesota. (2014). ISBN 978-0-8166-8121-1